# Francisco de Almeida Fleming
Francisco de Almeida Fleming (* 1900 in Ouro Fino, Minas Gerais; † 10. Februar 1999 in São Paulo) war ein brasilianischer Schauspieler, Drehbuchautor, Filmregisseur, Filmproduzent und Kameramann.

## Ehrungen
- 1975: São Paulo Association of Art Critics Awards (Grand Prize of the Critics)

## Filmografie
- 1919: Urutau (Drehbuch)
- 1921: In Hoc Signo Vinces (Drehbuch, Regie. Produktion, Kamera)
- 1923: João da Mata (Regie-Assistenz)
- 1924: Paulo e Virginia (Drehbuch, Regie, Produktion, Schnitt, Kamera, Darsteller)
- 1927: O Vale dos Martirios (Drehbuch, Regie, Produktion, Schnitt)